# Gwda
El Gwda (pronunciación en polaco: /ɡvda/; en alemán: Küddow) es un río en Polonia, afluente del Noteć. Comienza en el lago Studnica, al noreste de Szczecinek.

## Centrales hidroeléctricas
A lo largo del río, hay 7 centrales hidroeléctricas, localizadas en las siguientes localidades:
- Podgaje
- Jastrowie
- Ptusza
- Tarnówka
- Dobrzyca
- Piła
- Byszki